# Villa El Salvador
Villa El Salvador est une ville de 300 000 habitants situé dans la banlieue sud de Lima. 

## Histoire
Dans un contexte de révolutions et de coups d'états que subit le Pérou dans les années 1970, une partie de la population se rapproche de la capitale pour y trouver un toit et du travail, notamment à Pamplona d'où elle est chassée. 
Villa El Salvador est fondée le 11 mai 1971 lorsque le président accepte que ces réfugiés s'installent dans ce désert,. Quatre-vingt familles arrivent d'abord sur les lieux et sont rejointes par 90 000 personnes au cours du mois suivant puis par les rescapés du tremblement de terre d'Ancash,,. Formant une communauté urbaine autogérée dès 1973, ces premiers habitants ont pour rêve que chaque famille ait accès à une parcelle de terre sur laquelle elle pourrait construire sa maison, les premiers habitants de Villa el Salvador ont développé un système d'autogestion où toutes les infrastructures sont construites par la population avec les ressources disponibles. L'un des projets les plus stimulants est un parc national irrigué avec les eaux usées de la ville. 90 % de la population pratique son devoir de démocratie. Le taux d'alphabétisation est de 97 % et le développement est pour les besoins de la population. Leur pratique mise sur les traditions communautaires pour l'organisation sociale. Ils comblent les besoins par quartier et cernent chaque besoin par quartier en travaillant à régler les problèmes.
En 1983, la ville obtient le statut de municipalité,.
Villa El Salvador est jumelée avec Rezé (Loire-Atlantique) et avec Tübingen (Bade-Wurtemberg) depuis 2006.

## Démographie
2006 : 360 000

## Maires
- 1984-1989 : Michel Azcueta Gorostiza (es)
- 2010-2014 : Santiago Mozo
- 2003-2010 : Jaime Zea
- 1999-2002 : Martín Pumar Vílchez

## Fête
- Octobre : Seigneur des Miracles

## Filmographie
- (fr) Jean-Michel Rodrigo et Marina Paugam, Villa el Salvador, les bâtisseurs du désert, documentaire, 52 min, 2008[4]